# Дашогуз
Дашогуз (туркменски: Daşoguz, рус. Дашогу́з), познат и под бившим именима Ташауз (до 1992) и Дашховуз (1992-1999), је град на северу Туркменистана и главни град истоимене покрајине Дашогуз. Према подацима из 2013. град је имао 285.360 становника.

## Опис
Град је смештен на 88 метара надморске висине. Налази се 76,7 km од града Нукуса у Узбекистану и 460 km од главног града Ашхабада. У близини града се налази језеро Сарикамиш у којем се могу наћи 65 различитих врста рибе. У граду постоји аеродром. Најпопуларнији спорт је фудбал.